# Muggiò
Muggiò település Olaszországban, Lombardia régióban, Monza e Brianza megyében. Lakosainak száma 23 464 fő (2023. január 1.). Muggiò Desio, Monza, Nova Milanese, Cinisello Balsamo és Lissone községekkel határos.

## Népesség
A település lakossága az elmúlt években az alábbi módon változott:
| Lakosok száma | 23 457 | 23 490 | 23 581 | 23 464 |
|               | 2013   | 2017   | 2018   | 2023   |

## Híres emberek
- Simone Cantoni építész itt született